# Hybrid Theory
《Hybrid Theory》는 미국의 뉴 메탈 밴드 린킨 파크의 2000년 10월 24일에 워너 브라더스 레코드에서 발매한 데뷔 음반이다. 상업적으로 성공한 음반 중 하나이며, 미국 빌보드 200에 2위에 오르고 대부분 세계 차트에서 상위권을 기록했다. 녹음은 캘리포니아주 할리우드에 위치한 NRG 레코드에서 녹음을 했으며 프로듀스는 돈 길모어가 맡았다. 음반 가사 주제는 대부분 리드 보컬 체스터 베닝턴이 사춘기 때 겪은 약물 남용, 그에 대한 싸움과 부모님 간의 이혼 등 문제들이다.
"One Step Closer", "Crawling", "Papercut", "In the End"로 음반에서 4개의 싱글 음반이 발매되었는데, "Crawling"은 그래미상을 수상하였고, 나머지 3개의 곡들은 발매 당시 대중적으로 많은 인기를 받았다. 발매 후 RIAA에서 다이아몬드 인증을 받았으며 전 세계에서 2500만장의 판매고를 기록 (이중 절반 이상은 미국 내에서 기록) 하며 21세기 최고의 판매를 기록한 데뷔 음반이 되었고 2002년 그래미상에서는 최고의 락 음반 부문에 후보로 올랐다. 그래미 어워드 2002 Best Hard Rock Performance (Crawling)상을 수상하였다.

## 배경
린킨 파크는 원래 1999년, MC 마이크 시노다, 드러머 롭 버든, 턴테이블 조지프 한, 베이시스트 데이브 파렐, 기타리스트 브래드 델슨으로 구성된 5인조 록 그룹 쎄로에 보컬 체스터 베닝턴이 합류하면서 구성되었다. 당시 쎄로는 전 보컬 마크 웨이크필드가 나가고 나서 보컬을 구하고 있는 상태였고 체스터 역시 보컬로 있던 밴드 그레이 데이즈가 해체되면서 다른 밴드를 구하고 있는 상태였다. 프로듀서 제프 블루의 도움으로 체스터는 2개의 테이프를 보내 쎄로에 합류하는 데 성공하며 합류 직후 밴드 이름을 하이브리드 씨어리 (Hybrid Thoery)로 바꾸고 EP 앨범을 발매했으나 밴드명에 대해 법적으로 웨일스 일렉트로니카 그룹 하이브리드와 마찰이 생겨 현 밴드이름인 린킨 파크로 이름을 바꾸었다. 1999년 동안, 로스앤젤레스 클럽 더 위스키에서 정규 공연을 했었다.

### 수록곡
| #   | 제목                | 작사                    | 작곡                    | 재생 시간 |
| --- | ------------------- | ----------------------- | ----------------------- | --------- |
| 1.  | Papercut            | 린킨 파크               | 린킨 파크               | 3:05      |
| 2.  | One Step Closer     | 린킨 파크               | 린킨 파크               | 2:36      |
| 3.  | With You            | 린킨 파크 , M.심슨,J.킹 | 린킨 파크 , M.심슨,J.킹 | 3:23      |
| 4.  | Points of Authority | 린킨 파크               | 린킨 파크               | 3:20      |
| 5.  | Crawling            | 린킨 파크               | 린킨 파크               | 3:29      |
| 6.  | Runaway             | 린킨 파크 , 웨이크필드  | 린킨 파크 , 웨이크필드  | 3:04      |
| 7.  | By Myself           | 린킨 파크               | 린킨 파크               | 3:10      |
| 8.  | In the End          | 린킨 파크               | 린킨 파크               | 3:36      |
| 9.  | A Place for My Head | 린킨 파크 , 웨이크필드  | 린킨 파크 , 웨이크필드  | 3:05      |
| 10. | Forgotten           | 린킨 파크 , 웨이크필드  | 린킨 파크 , 웨이크필드  | 3:15      |
| 11. | Cure for the Itch   | 린킨 파크               | 린킨 파크               | 2:37      |
| 12. | Pushing Me Away     | 린킨 파크               | 린킨 파크               | 3:12      |

### 일본 보너스 트랙
| #   | 제목                          | 작사                                | 재생 시간 |
| --- | ----------------------------- | ----------------------------------- | --------- |
| 13. | My December                   | 마이크 시노다                       | 4:20      |
| 14. | High Voltage                  | 마이크 시노다, 조셉 한, 브레드 델슨 | 3:45      |
| 15. | One Step Closer (뮤직 비디오) | 린킨 파크                           | 2:55      |

### 아이튠즈 보너스 트랙
| #   | 제목                                | 작사                                | 재생 시간 |
| --- | ----------------------------------- | ----------------------------------- | --------- |
| 13. | My December                         | 마이크 시노다                       | 4:22      |
| 14. | High Voltage                        | 마이크 시노다, 조셉 한, 브레드 델슨 | 3:47      |
| 15. | Papercut (BBC1 라디오에서의 라이브) | 린킨 파크                           | 3:47      |

### 보너스 디스크 수록곡
| #  | 제목                                                  | 작사·작곡 | 재생 시간 |
| -- | ----------------------------------------------------- | --------- | --------- |
| 1. | Papercut (런던 덕랜드 아레나에서의 라이브)            |           | 3:13      |
| 2. | Points of Authority (런던 덕랜드 아레나에서의 라이브) | 린킨 파크 | 3:30      |
| 3. | A Place for My Head (런던 덕랜드 아레나에서의 라이브) |           | 3:11      |
| 4. | My December                                           |           | 4:20      |
| 5. | High Voltage                                          |           | 3:45      |

## 멤버

### 린킨 파크
| - 체스터 베닝턴 – 리드 보컬 - 롭 버든 – 드럼, 보컬 - 브래드 델슨 – 리드 기타, 보컬, 베이스 - 조지프 한 - DJ, 샘플링, 앨범 삽화 - 마이크 시노다 – 리드 보컬 (MC), 리듬 기타, 키보드, 믹싱, 앨범 삽화 - 이안 혼벡 – 베이스 (1번, 9번, 10번 트랙) - 스콧 코시올 – 베이스 (2번 트랙) - 더 더스트 브라더스 – 3번째 곡 "With You" 비트 제작, 프로그래밍 |

## 차트

### 음반
| 차트         | 곡 순위 |
| ------------ | ------- |
| 빌보드 200   | 2       |
| 영국 톱 40   | 4       |
| 스웨덴 톱 60 | 4       |
| 뉴질랜드     | 1       |
| 오스트리아   | 2       |
| 핀란드       | 4       |
| 스위스       | 5       |
| 프랑스       | 17      |
| 네덜란드     | 13      |

### 싱글 음반
| 연도 | 곡                | 곡 순위    | 곡 순위      | 곡 순위            | 곡 순위    | 곡 순위 | 곡 순위  | 곡 순위    | 곡 순위 | 곡 순위  |
| 연도 | 곡                | 빌보드 100 | 미국 모던 록 | 미국 메인스트림 록 | 영국 톱 40 | 스웨덴  | 뉴질랜드 | 오스트리아 | 프랑스  | 네덜란드 |
| ---- | ----------------- | ---------- | ------------ | ------------------ | ---------- | ------- | -------- | ---------- | ------- | -------- |
| 2001 | "One Step Closer" | 75         | 5            | 4                  | 24         | 46      | –        | 38         | –       | 57       |
| 2001 | "Crawling"        | 79         | 5            | 3                  | 16         | 27      | 37       | 8          | –       | 45       |
| 2002 | "Runaway"†        | –          | 40           | 37                 | –          | –       | –        | –          | –       | –        |
| 2002 | "Papercut"        | –          | 32           | –                  | 14         | –       | –        | 43         | –       | 39       |
| 2002 | "In the End"      | 2          | 1            | 3                  | 8          | 3       | 10       | 6          | 40      | 5        |

- – - 싱글이 발매되지 않았거나 차트에 오르지 못함.
- † - “Runaway”는 싱글로 발매되지 않았으나 미국 차트에 오름.

## 인증
| 국가                                                                                         | 인증         | 판매량/출하량 |
| -------------------------------------------------------------------------------------------- | ------------ | ------------- |
| 아르헨티나 (CAPIF)                                                                           | 플래티넘     | 60,000^       |
| 오스트레일리아 (ARIA)                                                                        | 5× 플래티넘  | 350,000^      |
| 오스트리아 (IFPI 오스트리아)                                                                 | 플래티넘     | 50,000*       |
| 벨기에 (BEA)                                                                                 | 2× 플래티넘  | 100,000*      |
| 브라질 (Pro-Música Brasil)                                                                   | 플래티넘     | 250,000*      |
| 캐나다 (뮤직 캐나다)                                                                         | 5× 플래티넘  | 500,000^      |
| 덴마크 (IFPI Danmark)                                                                        | 4× 플래티넘  | 80,000        |
| 핀란드 (Musiikkituottajat)                                                                   | 플래티넘     | 62,629        |
| 프랑스 (SNEP)                                                                                | 플래티넘     | 400,000*      |
| 독일 (BVMI)                                                                                  | 3× 플래티넘  | 900,000       |
| 헝가리 (MAHASZ)                                                                              | 플래티넘     |               |
| 이탈리아 (FIMI)                                                                              | 플래티넘     | 100,000*      |
| 일본 (RIAJ)                                                                                  | 플래티넘     | 200,000^      |
| 멕시코 (AMPROFON)                                                                            | 플래티넘     | 150,000^      |
| 네덜란드 (NVPI)                                                                              | 플래티넘     | 80,000^       |
| 뉴질랜드 (RMNZ)                                                                              | 5× 플래티넘  | 75,000^       |
| 폴란드 (ZPAV)                                                                                | 플래티넘     | 0*            |
| 스페인 (PROMUSICAE)                                                                          | 플래티넘     | 100,000^      |
| 스웨덴 (GLF)                                                                                 | 플래티넘     | 80,000^       |
| 스위스 (IFPI 스위스)                                                                         | 플래티넘     | 50,000^       |
| 영국 (BPI)                                                                                   | 5× 플래티넘  | 1,585,812     |
| 미국 (RIAA)                                                                                  | 12× 플래티넘 | 12,000,000    |
| 요약                                                                                         |              |               |
| 유럽 (IFPI)                                                                                  | 4× 플래티넘  | 4,000,000*    |
| *판매량을 기반으로 한 인증 · ^출하량을 기반으로 한 인증 · 판매량+스트리밍을 기반으로 한 인증 |              |               |